# Directions zonales des CRS
Pour un article plus général, voir Compagnies républicaines de sécurité (France).
Les compagnies républicaines de sécurité (France) sont composées d'un échelon central (la direction centrale des compagnies républicaines de sécurité, ou DCCRS), et de 61 compagnies réparties sur le territoire métropolitain français, en suivant un découpage en directions zonales correspondant aux zones de défense et de sécurité :
| Compagnie                                                      | Ville                                 |
| Vélizy-Villacoublay                                            | Vélizy-Villacoublay                   |
| -------------------------------------------------------------- | ------------------------------------- |
| CRS 1                                                          | Vélizy-Villacoublay                   |
| CRS 2                                                          | Vaucresson                            |
| CRS 3                                                          | Quincy-sous-Sénart                    |
| CRS 4                                                          | Pomponne (Lagny-sur-Marne)            |
| CRS 5                                                          | Massy                                 |
| CRS 7                                                          | Deuil-la-Barre                        |
| CRS 8                                                          | Bièvres                               |
| CRS 61                                                         | Vélizy-Villacoublay                   |
| CRS Autoroutière Nord Île-de-France                            | Deuil-la-Barre                        |
| CRS Autoroutière Est Île-de-France                             | Pomponne (Lagny-sur-Marne)            |
| CRS Autoroutière Sud Île-de-France                             | Massy                                 |
| CRS Autoroutière Ouest Île-de-France                           | Vaucresson                            |
| DEL CRS Agglomération Parisienne                               | Paris                                 |
| Lambersart (Lille)                                             |                                       |
| CRS 11                                                         | Lambersart (Lille)                    |
| CRS 12                                                         | Lambersart (Lille)                    |
| CRS 15                                                         | Béthune                               |
| CRS 16                                                         | Saint-Omer                            |
| CRS 21                                                         | Saint-Quentin                         |
| CRS Autoroutière Nord / Pas-de-Calais                          | Lambersart (Lille)                    |
| CRS Autoroutière Nord / Pas-de-Calais - Détachement Saint-Omer | Saint-Omer                            |
| DUMZ Lambersart                                                | Lambersart (Lille)                    |
| UMZ Saint-Quentin                                              | Saint-Quentin                         |
| Rennes                                                         |                                       |
| CRS 9                                                          | Rennes                                |
| CRS 10                                                         | Le Mans                               |
| CRS 13                                                         | Saint-Brieuc                          |
| CRS 31                                                         | Darnétal (Rouen)                      |
| CRS 32                                                         | Sainte-Adresse (Le Havre)             |
| CRS 41                                                         | Saint-Cyr-sur-Loire (Tours)           |
| CRS 42                                                         | Saint-Herblain (Nantes)               |
| CRS 51                                                         | Saran (Orléans)                       |
| CRS 52                                                         | Sancerre                              |
| DUMZ Rennes                                                    | Saint-Jacques-de-la-Lande (Rennes)    |
| UMZ Le Mans                                                    | Le Mans                               |
| DUMZ Darnétal                                                  | Darnétal (Rouen)                      |
| CF CRS Rennes                                                  | Saint-Jacques-de-la-Lande (Rennes)    |
| DEL CRS Rouen                                                  | Darnétal (Rouen)                      |
| Cenon (Bordeaux)                                               |                                       |
| CRS 14                                                         | Cenon (Bordeaux)                      |
| CRS 17                                                         | Bergerac                              |
| CRS 18                                                         | Poitiers                              |
| CRS 19                                                         | La Rochelle                           |
| CRS 20                                                         | Limoges                               |
| CRS 22                                                         | Périgueux                             |
| CRS 24                                                         | Bon-Encontre (Agen)                   |
| CRS 25                                                         | Pau                                   |
| CRS Autoroutière Aquitaine                                     | Cenon                                 |
| UMZ CRS SO                                                     | Cenon                                 |
| DUMZ CRS Cenon                                                 | Cenon                                 |
| DUMZ CRS La Rochelle                                           | La Rochelle                           |
| DUMZ CRS Pau                                                   | Pau                                   |
| DEL CRS PA                                                     | Anglet                                |
| Marseille                                                      |                                       |
| CRS 6                                                          | Saint-Laurent-du-Var (Nice)           |
| CRS 26                                                         | Toulouse                              |
| CRS 27                                                         | Toulouse                              |
| CRS 28                                                         | Montauban                             |
| CRS 29                                                         | Lannemezan                            |
| CRS 53                                                         | Marseille                             |
| CRS 54                                                         | Marseille                             |
| CRS 55                                                         | Marseille                             |
| CRS 56                                                         | Montpellier                           |
| CRS 57                                                         | Carcassonne                           |
| CRS 58                                                         | Perpignan                             |
| CRS 59                                                         | Ollioules (Toulon)                    |
| CRS 60                                                         | Montfavet (Avignon)                   |
| CRS Autoroutière Provence                                      | Septèmes-les-Vallons                  |
| CRS Autoroutière Provence - Détachement Toulon                 | La Garde (Var)                        |
| DUMZ Nice                                                      | Saint-Laurent-du-Var (Nice            |
| UMZ Marseille                                                  | Marseille                             |
| CRS Pyrénées                                                   | Lannemezan                            |
| DEL CRS MP                                                     | Toulouse                              |
| CF CRS Toulouse                                                | Toulouse                              |
| (Lyon)                                                         |                                       |
| CRS 34                                                         | Roanne                                |
| CRS 45                                                         | Chassieu                              |
| CRS 46                                                         | Sainte-Foy-lès-Lyon                   |
| CRS 47                                                         | Grenoble                              |
| CRS 48                                                         | Châtel-Guyon (Clermont-Ferrand)       |
| CRS 49                                                         | Montélimar                            |
| CRS 50                                                         | La Talaudière (Saint-Étienne)         |
| CRS 83                                                         | Chassieu                              |
| CRS Autoroutière Rhône / Alpes-Auvergne                        | Chassieu                              |
| CRS Autoroutière RAA - Détachement St-Etienne                  | Saint-Priest-en-Jarez (Saint-Étienne) |
| DUMZ 48                                                        | Châtel-Guyon (Clermont-Ferrand)       |
| CRS Alpes                                                      | Grenoble                              |
| CNEAS                                                          | Chamonix-Mont-Blanc                   |
| Châtel-Saint-Germain (Metz)                                    |                                       |
| CRS 23                                                         | Charleville-Mézières                  |
| CRS 30                                                         | Châtel-Saint-Germain (Metz)           |
| CRS 33                                                         | Reims                                 |
| CRS 35                                                         | Troyes                                |
| CRS 36                                                         | Châtel-Saint-Germain (Metz)           |
| CRS 37                                                         | Strasbourg (La Robertsau)             |
| CRS 38                                                         | Illzach (Mulhouse)                    |
| CRS 39                                                         | Jarville-la-Malgrange (Nancy)         |
| CRS 40                                                         | Plombières-lès-Dijon                  |
| CRS 43                                                         | Chalon-sur-Saône                      |
| CRS 44                                                         | Joigny                                |
| CRS Autoroutière Lorraine Alsace - Châtel Saint-Germain        | Châtel-Saint-Germain (Metz)           |
| UMZ CRS EST                                                    | Châtel-Saint-Germain (Metz)           |
| DUMZ CRS Reims                                                 | Reims                                 |
| DUMZ CRS Châtel-Saint-Germain                                  | Châtel-Saint-Germain (Metz)           |
| DUMZ CRS Mulhouse                                              | Illzach                               |
| DUMZ CRS Dijon                                                 | Plombières-lès-Dijon                  |
| DEL CRS Alsace                                                 | Strasbourg (La Robertsau)             |